# Slaget vid Minden

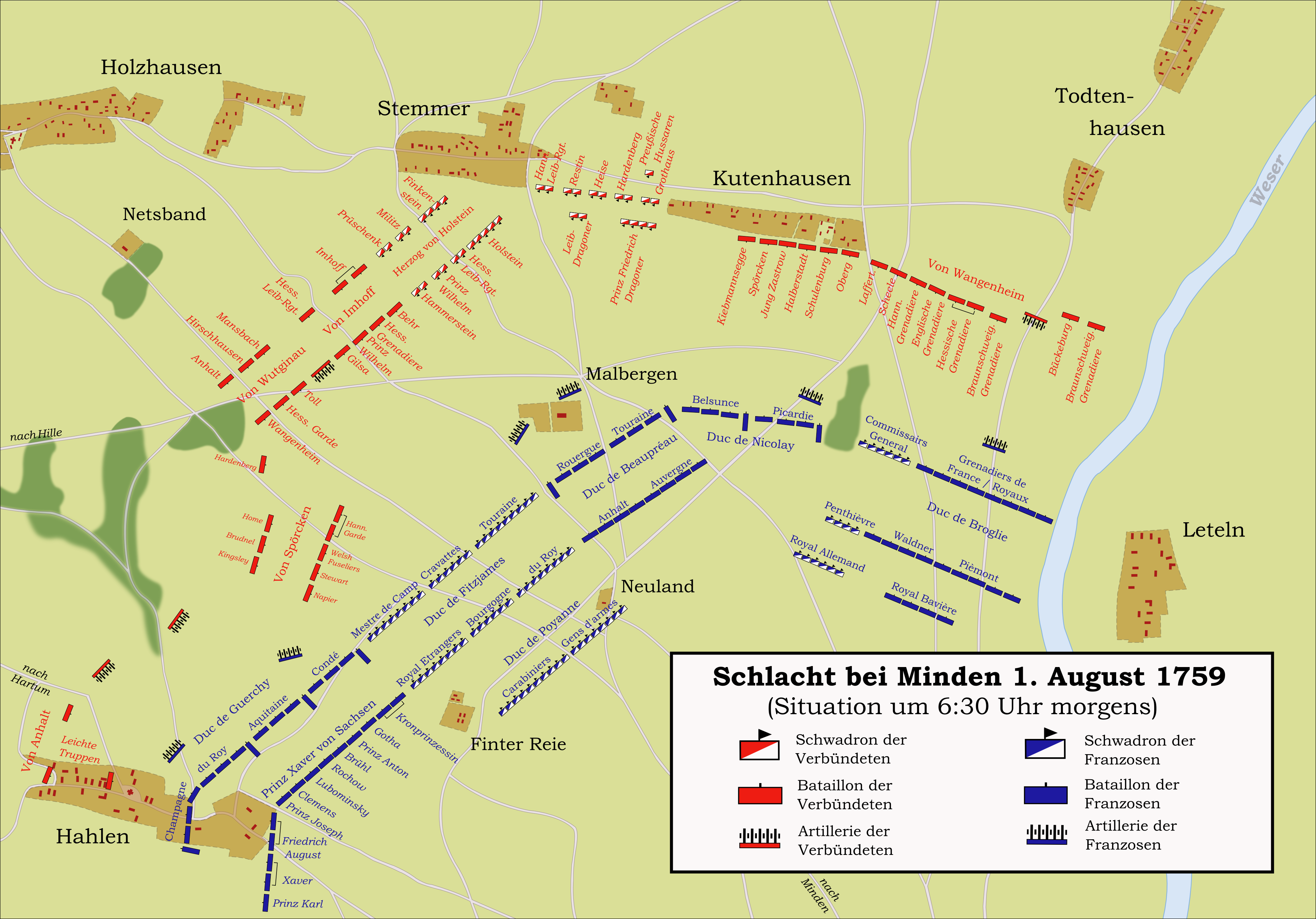
Slagmarken.

Slaget vid Minden var ett slag som ägde rum den 1 augusti 1759 under sjuårskriget. De stridande parterna bestod av en allierad engelsk-tysk armé under furste Ferdinand och en fransk armé under Marquis de Contades.

## Slaget
Contades placerade sitt artilleri centralt, vilket gjorde att det endast stöddes av kavalleriet. Detta var mycket då mycket ovanligt. Infanteriet placerades på varje flank.
Slaget började på den franska högerflankan. Der Marshal de Broglie, som kommenderade reserverna, inledde en artilleriduell mot den allierade vänsterflanken. På grund av ett missförstånd ryckte en brigad av brittiska infanterister stödda av hannoverska styrkor fram mot det franska kavalleriet. De brittiska infanteriet och de hannoverska styrkorna decimerades av den franska kanonelden, men lyckades driva bort de franska kavalleriangreppen med musköter. Detta medförde i sin tur stora franska förluster.
Med hjälp av britternas och hannoveranernas artilleri lyckades hela den allierade linjen rycka fram mot den franska armén och jagade dem på flykt. De enda franska trupperna som utförde ett visst motstånd var de som bildade baktruppen under ledning av de Broglie.

## Efterverkningar
Furste Ferdinands armé förlorade 2 800 man, medan fransmännen förlorade runt 7 000 man. Bland dem som omkom i striden ingick General Lafayettes far.
Ferdinands kavallerikommendant sir George Sackville anklagades för att ha ignorerat ett flertal order om att gå till angrepp mot fienden. För att rentvå sig krävde han att bli ställd inför krigsrätt, men bevisen mot honom var många och krigsrätten förklarade honom "olämplig att tjäna ers majestät". Sackville antog senare namnet Lord George Germain och fick en stor del av skulden för Amerikanska frihetskriget.
Marshal de Contades ersattes efter slaget av Duc de Broglie.

## Mystiska rosor
På årsdagen av striden skickas varje år sedan 1967 sex röda rosor anonymt till det brittiska konsulatet i Chicago, med undantag för 2001 och 2002. Ett brev som har skickats räknar upp de sex brittiska regementen som deltog i slaget och beskriver: "de ryckte fram genom roshagar till slaget och dekorerade sina trekornshattar och grenadjärshuvor med det engelska emblemet. Dessa regementen firar främst Mindendagen och alla har rosor på sina luvor till minne av sina förfäder". Det har aldrig framkommit vem avsändaren är.